# Alimento básico

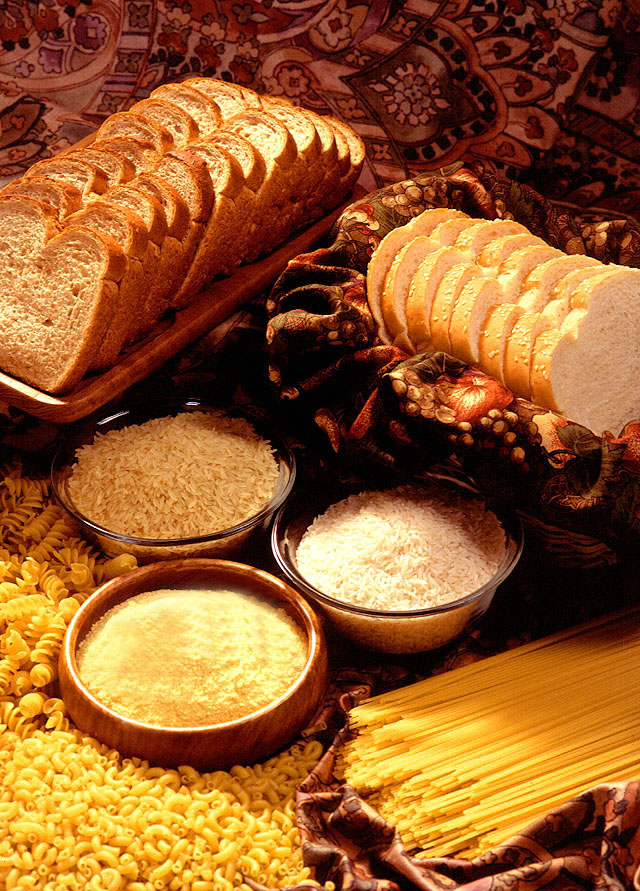
El pan de trigo es considerado uno de los alimentos básicos en las culturas de occidente.

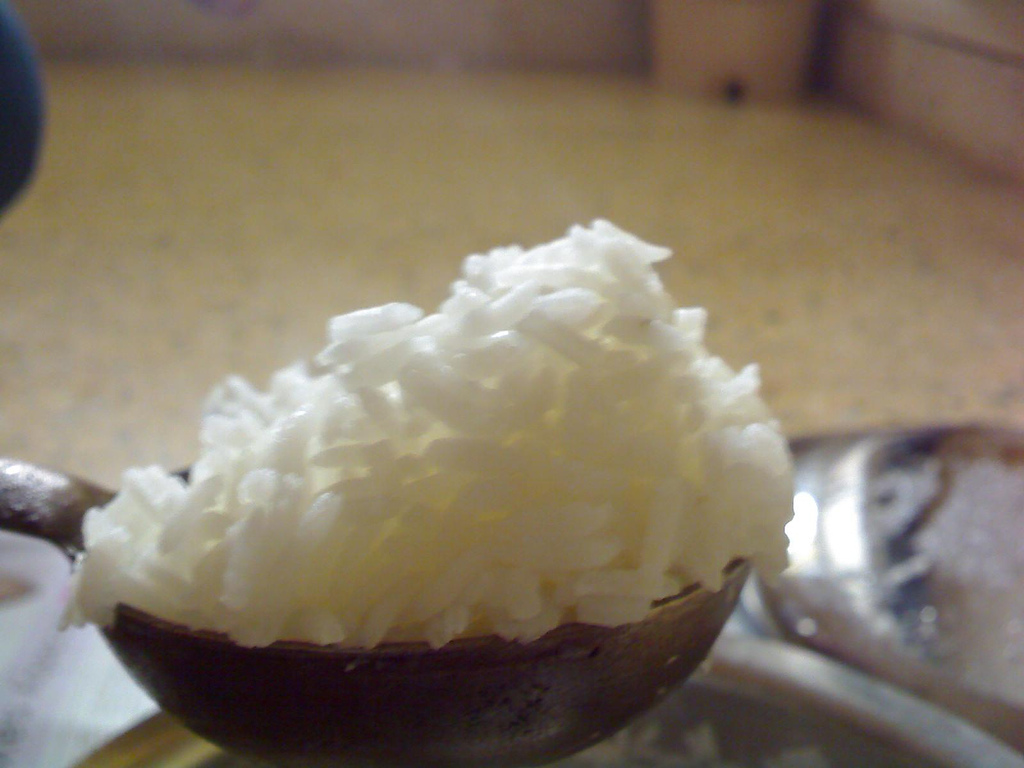
El arroz es un alimento básico símbolo de la cocina asiática y de muchas partes de América Latina, mientras que no lo es tanto en otros países occidentales.

El alimento básico es considerado aquel alimento imprescindible por el contenido de sus nutrientes en una dieta. Se debe entender como un concepto relativo a una cultura culinaria, no aplicable de forma absoluta a otras culturas. Por regla general es un alimento que proporciona energía (calorías) y que posee un cierto contenido de hidratos de carbono. Su elaboración está muy ligada a los ingredientes más disponibles en cada sitio o localidad. 

## Usos del término
Por regla general es un concepto relativo muy ligado a las diversas culturas culinarias así como a los contextos geográficos. Un ejemplo puede verse en el pan que es para la cultura occidental un alimento básico mientras que para la Asia no lo es más que el arroz y sus derivados. Lo que antaño se pudo haber considerado como un alimento básico, hoy en día puede no serlo, incluso pueden haber aparecido a lo largo de la historia nuevos alimentos básicos debido a los cambios de costumbres.

## Ejemplos
Los alimentos básicos se elaboran a partir de harina de cereales, como el pan y la pasta, las tortillas de maíz o de trigo, o bien se cocinan directamente como el arroz, las legumbres, o los tubérculos como patatas o papas, el ñame, la mandioca o la yuca, entre otros. En algunas zonas el empleo de pescado puede ser considerado un alimento básico por ser zonas cercanas a espacios marítimos, o con agua, mientras que en zonas de interior puede ser considerada por el contrario la carne y no el pescado.

## Hipótesis relacionadas
Algunos economistas han sugerido que los alimentos básicos pueden ser considerados como un bien de Giffen, indicando que a medida que el precio de los alimentos considerados básicos aumenta, los consumidores desearán adquirir una mayor cantidad de dicho alimento, y cuando el precio de dichos bienes comience a descender, querrán adquirir una cantidad cada vez menor del mismo, dejando de ser básico.